# تشوكوكان نايت: برو ياكيو كينغ 2
تشوكوكان نايت: برو ياكيو كينغ 2 (باليابانية: 超空間ナイター プロ野球キング) هي لعبة فيديو بيسبول لنظام نينتندو 64، صدرت عام 1999 في اليابان فقط، وهي جزء آخر للعبة «تشوكوكان نايت برو ياكيو كينغ».